# آساکو او
آساکو او (انگلیسی: Asako O؛ زادهٔ ۱۶ دسامبر ۱۹۸۷) بازیکن بسکتبال زن متولد چین اهل ژاپن است.
وی در مسابقات کشوری و بین‌المللی در مجموع برندهٔ ۲ مدال طلا شده‌است.